# Кация II Дадиани
Кация II Дадиани — владетельный князь (мтавар) Мегрелии (с 1757).

## Происхождение
Сын владетеля Мегрелии Отии Дадиани и княжны Гулкан, дочери эристава Рачинского Шошиты III.

## Биография
В 1757 году, будучи наследником престола, командовал войсками мегрельского княжества в Хресильской битве против войск Гола-паши.

## Семья
Был женат первым браком на княжне Дареджан Шервашидзе, от этого брака детей не было. Вторым браком с 1765 года был женат на царевне Елизавете (25 марта 1750 — 8 мая 1770), дочери царя Теймураза II. Третьим браком был женат на княжне Анне Паатовне Цулукидзе, от этого брака дети:
- Григол (Григорий) Дадиани (1770—1804), владетельный князь Мегрелии (с 1804)
- Дадиани Отия, князь
- Дадиани Бежан, князь
- Дадиани, Манучар II, владетельный князь Мегрелии (1792—1795) (узурпировал власть у брата). Затем помирился со старшим братом. В 1804 присягнул на верность России.
- Дадиани, Тариел, владетельный князь Мегрелии (1802—1803) (узурпировал власть у брата). В 1793 претендовал на престол Мингрелии.
- Дадиани Бесарион (?—1823/8), архиепископ Чкондидский
- Дадиани Георгий, князь
- Дадиани Леван, князь
- Дадиани Елизавета, княжна, была замужем за князем Ростомом Папуновичем Церетели
- Дадиани Иоанн, (1777—1823), князь, епископ Цагерский, архиепископ Чкондидский
- Дадиани Мариам (1783 — 19.03.1841), княжна. Была замужем за последним царем Имерети (1789—1810) Соломоном II (1773—1815)
- Дадиани Тамара (1790—1818), княжна, была замужем за владетельным князем Абхазии Георгием (Сафарбеем) Шервашидзе